# Johan I van Bragança
Johan I van Bragança (Vila Viçosa, 1543 - aldaar, 22 februari 1583) was van 1563 tot aan zijn dood de zesde hertog van Bragança. Hij behoorde tot het huis Bragança.

## Levensloop
Johan I was de oudste zoon van hertog Theodosius I van Bragança uit diens eerste huwelijk met Isabella van Lencastre. In 1563 volgde hij zijn vader op als hertog van Bragança en hetzelfde jaar huwde hij met zijn nicht Catharina (1540-1614), dochter van hertog Eduard van Guimarães en Johans tante Isabella van Bragança.
Nadat de kinderloze koning Sebastiaan van Portugal in 1578 was gesneuveld in de Slag bij Ksar-el-Kebir, werd de bejaarde kardinaal Hendrik van Portugal, een oom van Johans echtgenote Catharina, de nieuwe koning. Omdat Hendrik te oud was om nog voor nakomelingen te zorgen, brak er nog voor de dood van de kardinaal een opvolgingscrisis uit. Johan I van Bragança steunde de aanspraken van zijn vrouw Catharina op de Portugese troon, ze was namelijk de kleindochter van koning Emanuel I van Portugal. Koning Filips II van Spanje, een kleinzoon van Emanuel I, probeerde Johan te overtuigen om deze aanspraken op te geven en bood hem het onderkoningschap in Brazilië en de functie van grootmeester van de Orde van Christus aan, net als een licentie om elk jaar een persoonlijk schip naar Portugees-Indië te sturen en een huwelijk van Johans erfgenaam Theodosius II met een van zijn dochters. De hertog van Bragança weigerde het verzoek, daartoe aangezet door Catharina.
Na de dood van Hendrik van Portugal in 1580 begeleidde Johan de gouverneurs van het koninkrijk naar Lissabon en Setúbal, in een poging erkenning te krijgen voor de claims van zijn echtgenote. Uiteindelijk gaf hij dit op en erkende hij koning Filips II van Spanje als nieuw staatshoofd. Nadat de Cortes in Tomar Filips II officieel verkoos tot staatshoofd, stelde die Johans zoon Theodosius II aan als constable van Portugal.
Johan I van Bragança stierf in februari 1583, ongeveer veertig jaar oud.

## Nakomelingen
Johan I en zijn echtgenote Catharina kregen negen kinderen:
- Maria (1565-1592)
- Serafina (1566-1604), huwde in 1594 met Juan Fernández Pacheco, hertog van Escalona
- Theodosius II (1568-1630), hertog van Bragança
- Eduard (1569-1627), markgraaf van Frechilla
- Alexander (1570-1608), aartsbisschop van Évora
- Querubina (1572-1580)
- Angelica (1573-1576)
- Maria (1573)
- Isabella (1578-1582)
- Filips (1581-1608)